# Memecylon clarkeanum
Memecylon clarkeanum är en tvåhjärtbladig växtart som beskrevs av Célestin Alfred Cogniaux. Memecylon clarkeanum ingår i släktet Memecylon och familjen Melastomataceae. IUCN kategoriserar arten globalt som sårbar. Inga underarter finns listade i Catalogue of Life.